# Denver Broncos 1965
La stagione 1966 dei Denver Broncos è stata la sesta della franchigia nell'American Football League. La squadra migliorò leggermente il record delle due stagioni precedenti ma continuò a classificarsi all'ultimo posto della AFL Western division. 

## Calendario
| Stagione regolare |                       |           |                      |        |
| Turno             | Avversario            | Risultato | Stadio               | Record |
| 1                 | at San Diego Chargers | S 31–34   | Balboa Stadium       | 0–1    |
| 2                 | Buffalo Bills         | S 15–30   | Bears Stadium        | 0–2    |
| 3                 | at Boston Patriots    | V 27–10   | Fenway Park          | 1–2    |
| 4                 | New York Jets         | V 16–13   | Bears Stadium        | 2–2    |
| 5                 | Kansas City Chiefs    | S 23–31   | Bears Stadium        | 2–3    |
| 6                 | Houston Oilers        | V 28–17   | Bears Stadium        | 3–3    |
| 7                 | at Buffalo Bills      | S 13–31   | War Memorial Stadium | 3–4    |
| 8                 | at New York Jets      | S 10–45   | Shea Stadium         | 3–5    |
| 9                 | San Diego Chargers    | S 21–35   | Bears Stadium        | 3–6    |
| 10                | at Houston Oilers     | V 31–21   | Rice Stadium         | 4–6    |
| 11                | Oakland Raiders       | S 20–28   | Bears Stadium        | 4–7    |
| 13                | at Oakland Raiders    | S 13–24   | Frank Youell Field   | 4–8    |
| 14                | Boston Patriots       | S 20–28   | Bears Stadium        | 4–9    |
| 15                | at Kansas City Chiefs | S 35–45   | Municipal Stadium    | 4–10   |

## Classifiche
| AFL Western Division | AFL Western Division | AFL Western Division | AFL Western Division | AFL Western Division | AFL Western Division | AFL Western Division | AFL Western Division | AFL Western Division | AFL Western Division |
|                      | V                    | S                    | P                    | %                    | DIV                  | PF                   | PS                   | Str.                 |                      |
| -------------------- | -------------------- | -------------------- | -------------------- | -------------------- | -------------------- | -------------------- | -------------------- | -------------------- | -------------------- |
| San Diego Chargers   | 9                    | 2                    | 3                    | .818                 | 4–1–1                | 340                  | 227                  | V3                   |                      |
| Oakland Raiders      | 8                    | 5                    | 1                    | .615                 | 3–3                  | 298                  | 239                  | S1                   |                      |
| Kansas City Chiefs   | 7                    | 5                    | 2                    | .583                 | 4–1–1                | 322                  | 285                  | V1                   |                      |
| Denver Broncos       | 4                    | 10                   | 0                    | .286                 | 0–6                  | 303                  | 392                  | S4                   |                      |

Nota: I pareggi non venivano conteggiati ai fini della classifica fino al 1972.